# 1988年の日本の女性史
1988年の日本の女性史（1988ねんのにほんのじょせいし）は、1988年（昭和63年）の日本における女性に関するできごとを時系列的に挙げる。
本項目は歴史研究としての女性史ではなく、日本における女性に関するできごとをある体系に基づいて述べようとするものではない。
- 1月25日 「女性のためのエイズシンポ」、日本女性エイズ基金主催
- 1月28日 JR駅トイレにおむつ取替え用ベビーベットが設置される、東京駅2ヶ所に、日本初
- 2月13日 橋本聖子、カルガリー冬季オリンピックで日本人初のスピードスケート5種目完全入賞
- 2月21日 日本青年館、東南アジアの女性と農村青年の結婚仲介に乗りだすことを検討
- 2月- 加藤シヅエ、国連人口賞を受賞、70年間にわたる産児制限運動で
- 2月27日 「働く女性の今日・明日。どうみるパート派遣・コース別雇用」シンポジウム、日本弁護士連合会・女性の権利に関する委員会主催
- 3月17日 講談社発行雑誌『婦人倶楽部』廃刊、68年の歴史に幕
- 3月19日 婦人民主クラブ創立42周年記念「私たちの『昭和』を問う3.19集会」
- 3月20日 京都の伝統陶磁器清水焼に女性轆轤（ろくろ）師誕生、23歳の目片智子
- 3月- 大和証券名古屋駅前支店で日本初の20歳代女性支店長誕生、27歳の八神可江
海上保安庁で初の女性船長、26歳の佐藤潤子
- 4月1日 日本女子ラグビーフットボール連盟 発足
- 5月29日 日本新聞学会（現・日本マス・コミュニケーション学会）で初の「女性とメディア」についてのワークショップ
- 6月11日 労働省、労使代表・有識者による「パートタイム労働問題専門家会議」を発足させる。
- 6月12日 初の女性の腕相撲全国大会「全日本レディース・アーム・レスリング選手権大会」、東京で
- 6月28日 母乳育児について経験や知識交換する「ラ・レーチェ・リーグ La Leche League Internationa（国際母乳連盟の集い）」発足、京都市で
- 6月- 米国の人口危機委員会「女性の地位に関する国別順位」調査、日本は34位
- 6月- 福岡の主婦が原発への疑問をつづった小冊子「まだまにあうのなら　私の書いたいちばん長い手紙」がベストセラーに
- 7月9日 行動する女たちの会「女性の人権を守る立場から拘禁二法案に反対する集い」
- 7月13日 大阪府警察、婦人警官用礼服を制定、日本で初、ソウルオリンピックのピストル競技に出場の長谷川智子巡査長が着用第1号
- 7月16日 「男も女も育児時間を！連絡会」が、子づれ出勤論争（アグネス論争）をテーマにでフリートーク集会
- 7月23日 大阪の弁護士グループ「美容被害研究会」、日本初の「美容被害110番」を開設
- 7月- 母親蒸発後10ヵ月間子どもだけで暮らしていた14歳の少女と妹2人を保護、乳児の遺体も発見、東京都豊島区で
- 8月12日 厚生省、「家庭110番」設置を発表、子育てから子供自身の悩みまで子供に関する電話相談
- 8月25-27日 '88国際女性学会第3回東京会議、「女性とコミュニケーション」がテーマ
- 8月- 東武百貨店、女性のための超豪華トイレを設置
- 9月10日 横浜女性フォーラム 開館
- 10月- 『日本語版 性的いやがらせをやめさせるためのハンドブック』（働くことと性差別を考える三多摩の会発行）翻訳刊行[1]、セクシュアル・ハラスメントに関する日本で最初の書籍とされる[2]
- 10月15日 「夫婦別姓の法制化を実現する会」シンポジウム、東京で
- 10月30日 アメリカ・ワシントン州オリンピア市で戦争花嫁渡米40周年記念大会
戦争花嫁はアメリカだけで約10万人
- 11月12日 行動する女たちの会・メディアグループ、銀行の女性の水着ポスターを批判する集会
- 11月15日 文部省、88年春の大学卒女子の就職率75.2%で男子78.8%に接近と発表
- 11月23日 天皇制を問う女性の集会「このままでいいの？天皇の問題」
- 11月28日 結婚後も旧姓を通称名として仕事をしてきた国立大学の女子職員、学内で結婚後の戸籍姓を使うよう強制されたとして、旧姓を名乗ることを認める訴訟を起こす
彼女は、従来から旧姓である「関口礼子」を通称名として研究活動を行ってきたことから、婚姻後も日常生活・研究活動・論文発表等において「関口礼子」と表示してきた。1982年、彼女は図書館情報大学の助教授に就任、その際、研究教育活動において自己の名を「関口礼子」と表示するよう再三要望を申し入れたが、大学は、学外公表のものについては旧姓使用を認めるが、学内では旧姓の使用を拒否。大学が彼女に対してとった行為は、通称名で表示した研究討論会ポスターを掲示させなかった・大学が文部省に登録する補助金研究者番号登録上の氏名に通称名を記したところ、同研究申請をやめるよう強要された・文部省在外研究者候補者の応募書類に通称名を使用したら受取を拒否された・研究室での必要物品購入のための物品等注文書や研究のための出張に必要な旅行命令依頼表等に通称名を使用したものについて支払いがされないこと・抗議すると「離婚して戸籍抄本を持ってくるように」と離婚を強要した、等。彼女は、大学のこれらの行為は、氏名保持権（人格権-憲法13条）、プライバシー権（幸福追求権-同13条）、表現の自由（同21条）、学問の自由（同21条）、著作者氏名表示権、世界人権宣言12条、国際人権規約B規約1条に違反するものであるとして、氏名保持権に基づき戸籍名使用の差止めと通称の使用を要求するとともに、これらの行為について慰謝料を請求する訴訟を起こした。
1993年、東京地方裁判所判決で「戸籍名を使うのは合理的」と原告女性の敗訴。東京高等裁判所へ控訴。1998年、「大学は研究・教育分野での旧姓使用を認める」という形で和解。
- 11月- 大阪の地下鉄車内で痴漢行為を注意した女性が暴行される事件が起こる。
大阪市営地下鉄御堂筋線の電車内において、Aは2人組みの男が痴漢行為をしている現場に乗り合わせた。以前に同じような被害にあった経験があり、男の顔を覚えていたAは、被害者の女性を逃がし、男をとがめたところ、逆に無理やり連れまわされる破目となった。Aは逃れようと別の電車に乗り換えたが、男たちは追いかけて乗り込んできた。Aは終着駅で無理やり降ろされ、建築現場に連れ込まれて、そこで暴力を受けた上、鋸等で脅され、強姦された。
電車内などで長時間脅され続けていたにも拘らず助けを求めることをしなかったのは、以前Aが痴漢被害を受けた際、周囲の人々に“見て見ぬ振り”をされた経験があることから、「もし声をあげて誰も来てくれなかったら、結局は何をされるかわからないと思った」とAは後で供述した。このことが、この事件をより悲惨なものにした。
この事件を契機に、地下鉄利用者等から結成された「性暴力を許さない女の会」らの努力もあり、痴漢防止を訴える車内広告やアナウンス等が鉄道各社で次第に導入され、今日の女性専用車両の設置に発展していった。
- 12月10日 世界人権宣言40周年、性差別をなくす女性たちの人権集会、主婦会館で、200人参加、民間行動計画を発表
- 12月31日 今給黎教子、ヨット「海連垂乳根号」で太平洋単独往復に成功して鹿児島に寄港、女性として世界初

## この年
- 厚生省人口問題研究所出産力調査、平均出生児数過去最低の2.17人、子ども1人の場合女児希望者が62.9%
- 最高裁、1987年の離婚調停申し立て状況発表、妻からの申し立てが7割
- 1987年の一部上場1054社の大卒採用で「男女不問」が7割を超す、労働省調査
- 労働省「育児休業制度実態調査」、民間企業の育児休業制度は14%
- 女子パート従業員の平均年齢40.5歳、時給647円、産業労働調査所調べ
- 労働省「63年版婦人労働の実情」、女性労働者1615万人で家事専業を79万人上回る、うち3人に1人がパートまたはアルバイト
- 警察庁調査、女子の非行17万9000人で前年より18.3%増、万引き・自転車泥棒で70%の12万3000人、15歳が全体の1/4
- 韓国女性団体、日本軍による慰安所設置についての調査
- 平均寿命、女性81.39歳、男性75.61歳、厚生省発表
- 厚生省「独身者の結婚観に関する全国調査」、独身生活に利点あり、男81.6%、女88.5%